# Все про Стіва
«Все про Стіва» (англ. All About Steve) — американський комедійний фільм режисера Філа Трейла.

## Сюжет
Авторка кросвордів Мері Горовіц — розумна, добра, наївна і приваблива, але досі самотня дівчина, поєднує в собі начитаність, енциклопедичну обізнаність і рішучість. Серед своїх колег по роботі Мері досить сильно виділяється імпульсивністю, енергійністю і якимось дитячим запалом.
Одного разу батьки Мері влаштовують їй побачення з сином своєї подруги, якого звуть Стів. Молодий чоловік, який працює оператором на каналі CNN, виявився справжнім красенем, і Мері закохалася в нього з першого погляду. Однак, після декількох побачень, Стів повідомляє їй, що він змушений виїхати до Техасу, щоб зробити там репортаж про ураган. Мері, яка вважає, що саме цей молодий чоловік є її судженим, вирішує поїхати за ним.
Та ці короткі побачення стають для Стіва початком справжньої катастрофи — оскільки закохана в нього з першого погляду Мері починає мандрувати за ним всією країною і з'являтись в кадрі кожного репортажу щоб переконати його, що вони створені одне для одного.

## У ролях
- Сандра Буллок — Марія Горовіц
- Бредлі Купер — Стів Міллер
- Томас Гейден Черч — Гартман Г'юз
- Кен Джонг — Ангус
- Ді-Джей Кволлс — Говард
- Бет Ґрант — місіс Горовіц
- Говард Гессеман — містер Горовіц
- Кеті Міксон — Елізабет
- Кіт Девід — Корбітт

## Знімальна група

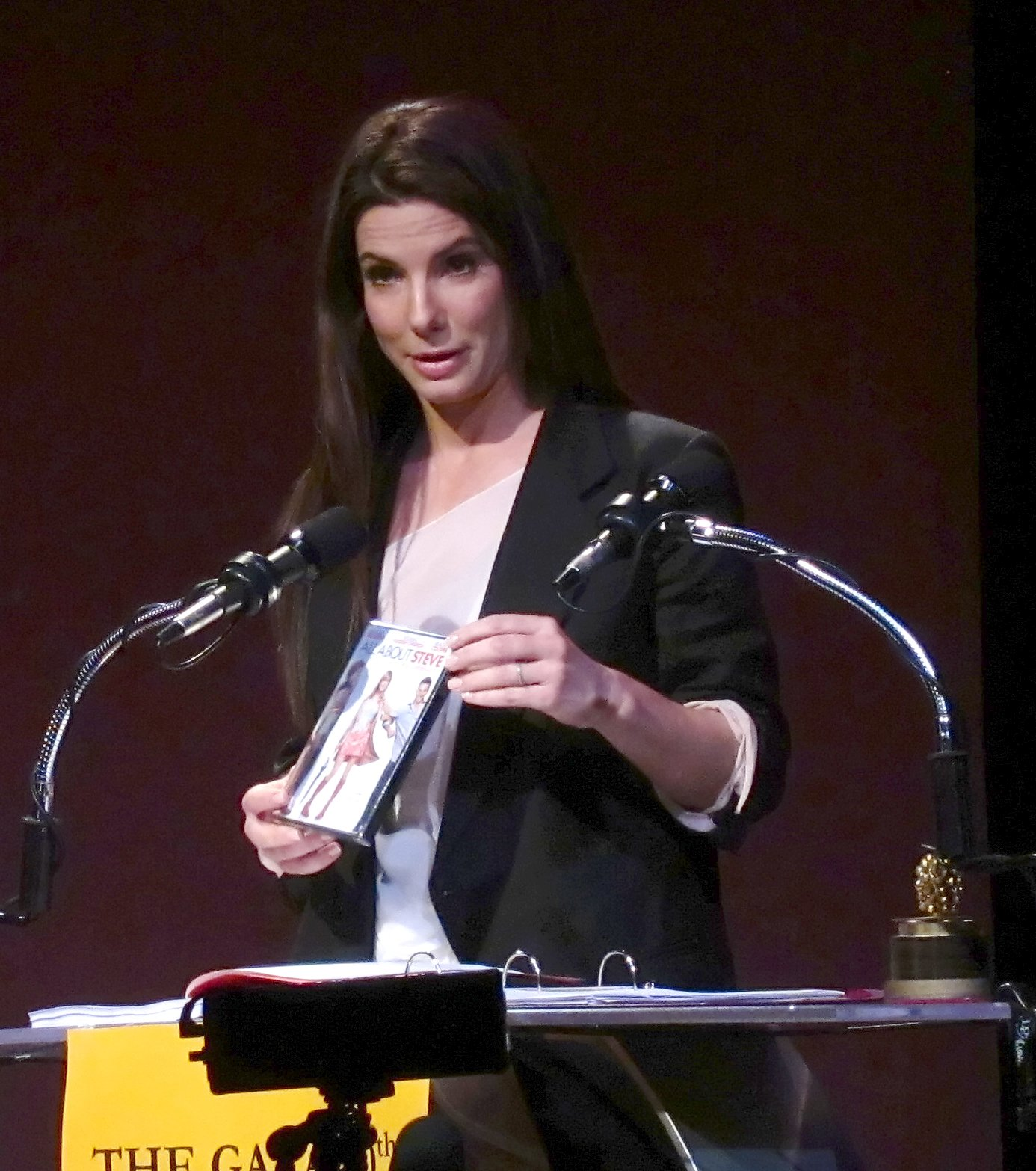
Сандра Буллок отримує «Золоту малину»

- Режисер — Філ Трейл
- Продюсер — Сандра Буллок, Тревор Енгельсон, Тед Філд
- Сценарист — Кім Баркер
- Оператор — Тім Серстедт
- Композитор — Крістоф Бек
- Монтаж — Род Дін, Вірджинія Кац
- Підбір акторів — Джуел Бестроп
- Художники-постановники — Ген Серда
- Декоратор — Махер Ахмед
- Художник по костюмах — Гері Джонс

## Нагороди
- Золота малина, 2010

Переможець
- Найгірша жіноча роль (Сандра Буллок)
- Найгірша екранна пара — «Сандра Буллок і Бредлі Купер»

Номінації
- Найгірший фільм
- Найгірший режисер (Філ Трейл)
- Найгірший сценарій

## Додаткові факти
- У фільмі є пісня, яку співає мама Сандри, Гельга Буллок.
- Коли Буллок отримала «Золоту малину» за роль Марії, вона принесла безліч дисків для 300 відвідувачів премії і попросила їх ще раз подивитися фільм. Якщо люди змінять свою думку про неї, то в наступному році цю номінацію переглянуть.